# Cerberus (planetka)
1865 Cerberus je kamenná planetka (asteroid) a blízkozemní objekt patřící to tzv. Apollonovy skupiny o průměru přibližně 1,6 kilometru. Planetka byla objevena 26. října 1971 českým astronomem Lubošem Kohoutkem na Hamburské observatoři ve čtvrti Bergedorf na předměstí Hamburku a dostala prozatímní označení 1971 UA. Definitivní jméno planetka dostala po postavě z řecké mytologie, ve které Cerberus (česky Kerberos) je trojhlavý černý pes, který střeží vstup do podsvětí.

## Oběžná dráha a klasifikace
Planetka 1865 Cerberus obíhá kolem Slunce ve vzdálenosti od 0,6 do 1,6 astronomické jednotky (AU) jednou za 410 dní (oběh tedy trvá více než jeden rok a jeden měsíc). Oběžná dráha planetky Cerberus má excentricitu přibližně 0,47 a sklon 16° vůči ekliptice.
Planetka má minimální vzdálenost průsečíku dráhy se Zemí 0,1567 AU (přibližně 23,4 miliónu kilometrů), což odpovídá asi 61 násobku vzdálenosti Měsíce od Země. Od roku 1900 do roku 2100 prošla nebo projde sedmkrát ve vzdálenosti menší 30 miliónů kilometrů od Země, a to v rozmezí mezi 24,4 až 25,7 miliónů kilometrů. Rovněž se těsně přiblíží k Marsu a Venuši.

## Fyzické vlastnosti
Podle Tholenovy taxonomie a taxonomie SMASS je Cerberus běžná kamenná planetka typu S, složená z 65 % z nerostů typu plagioklas a z 35 % z pyroxenů. Má rotační periodu 6,804 hodiny a geometrické albedo 0,220. S maximálním rozsahem světelné křivky 2,3 je možné, že Cerberus má protáhlý doutníkový tvar podobně jako mezihvězdný objekt 1I/ʻOumuamua (který byl objeven v roce 2017).

## Pojmenování planetky
Tato menší planeta je pojmenována podle postavy z řecké mytologie, tříhlavého psa, který střežil vchod do podsvětí (řecky Κέρβερος, česky Kerberos, latinsky Cerberus). Kerberos opustil podsvětí pouze jednou, když ho odtamtud dočasně vyvedl Héraklés při plnění posledního dvanáctého úkolu. Je to také jméno zaniklého souhvězdí na severní obloze, které je nyní obsaženo ve východní části souhvězdí Herkula. Jméno planetky Cerberus nesmí být zaměňováno s měsícem Kerberos, což je název jednoho z malých měsíců (objeveného v roce 2011) trpasličí planety Pluto (do roku 2006 bylo Pluto klasifikováno jako 9. planeta sluneční soustavy). Oficiální pojmenování planetky 1865 Cerberus bylo zveřejněno organizací Minor Planet Center (Centrum pro malé planety) 20. prosince 1974 (dokument M.P.C. 3758).